# William Hartston
William Roland Hartston (nascut a Londres, el 12 d'agost de 1947), és un jugador i escriptor d'escacs anglès, que va participar en competició internacional entre 1962 i 1987, i va arribar a tenir un Elo màxim de 2515 punts. Obtingué el títol de Mestre Internacional el 1972, però és més conegut com a escriptor i com a presentador de televisió en temes relacionats amb els escacs.
"Bill" Hartston fou el primer de tres campions d'escacs de la Gran Bretanya en casar-se amb la Gran Mestre Femení (WGM) Dra. Jana Bellin. Amb la seva segona esposa, Elizabeth, hi ha tingut dos fills: James i Nicholas.

## Resultats destacats en competició
A l'Olimpíada de Siegen de 1970, hi va guanyar la medalla d'or per la millor performance al tercer tauler (78,1%). Va guanyar el Campionat britànic d'escacs els anys 1973 i 1975. En competicions internacionals, va obtenir també diversos èxits, tot i que no va poder assolir, per ben poc, els resultats necessaris per obtenir formalment el títol de Gran Mestre.

## Activitats relacionades amb els escacs
Des de començaments dels anys 1970, ha fet nombroses aparicions a la TV per la BBC, habitualment com a comentarista expert en escacs, i analista en els matxs pel Campionat del món, com per exemple als matxs Fischer-Spasski de 1972, Kàrpov-Kortxnoi de 1978, Kaspàrov-Short de 1993 i Kaspàrov-Anand de 1995.
Va guanyar dos cops el torneig BBC Master Game abans de rellevar en Leonard Barden com a expert del programa. Durant els anys 1980 va presentar la sèrie de la BBC Play Chess (Juga als escacs).

## Altres activitats
En els anys posteriors, ha diversificat la seva activitat en diverses àrees més, iniciant competicions sobre diverses àrees de pensament per al diari The Independent i també per l'Olimpíada d'esports mentals. També escriu la gens convencional columna Beachcomber per al diari Daily Express i ha escrit llibres sobre escacs, matemàtica, humor, i altres temes diversos. També ha estat un convidat habitual de programes de la BBC Radio 4 i ocasional del programa de TV Puzzle Panel.
A més a més de la seva carrera escaquística i de les activitats relacionades amb els mitjans de comunicació, en Hartston és també matemàtic, educat a Cambridge, i psicòleg industrial. Durant els 1980, fou reclutat per Meredith Belbin a la Industrial Training Research Unit de Cambridge, per participar en un equip multidisciplinari de recerca sobre les dinàmiques dels rols en els equips.

## Obres
En Hartston ha escrit, en anglès, multitud de llibres de temàtica diversa, i també diverses obres de tipus tècnic sobre escacs, sota el seu nom complet de William R. Hartston o William Roland Hartston.
- How To Cheat At Chess (1977)
- Penguin Book of Chess Openings (1978)
- Soft Pawn (1980)
- London 1980: Phillips and Drew Kings Chess Tournament (1980) ISBN 4-87187-859-7 (amb Stewart Reuben)
- The Ultimate Irrelevant Encyclopaedia (1984)
- The Kings of Chess (1985)
- Chess - The Making of the Musical (1986)
- Drunken Goldfish and Other Irrelevant Scientific Research (1988)
- How was it for you, Professor? (1992)
- The Guinness Book of Chess Grandmasters (1996)
- Teach Yourself Better Chess (1997)
- The Book of Numbers: The Ultimate Compendium of Facts About Figures (2000)
- What Are the Chances of That? (2004)
- What's What - The Encyclopedia of Quite Extraordinary Information (2005)
- The Encyclopedia of Useless Information (2007)